# Villa Clara (provincie)
Villa Clara je kubánská provincie v centrální části ostrova. Jejím správním centrem je město Santa Clara. Provincie má plochu 8 412 km² a přibližně 777 000 obyvatel. Na východě sousedí s provinicií Sancti Spíritus, na jihu s Cienfuegos a na západě s Matanzas. Pod správu provincie patří i řada ostrovů ze souostroví Sabana-Camagüey. Provincii křižuje silnice Carretera Central táhnoucí se přes celý ostrov ve směru západ-východ. 
Provincie se skládá z 13 municipalit:
- Corralillo
- Quemado de Güines
- Sagua la Grande
- Encrucijada
- Camajuaní
- Caibarién
- Remedios
- Placetas
- Santa Clara
- Cifuentes
- Santo Domingo
- Ranchuelo
- Manicaragua